# Општина Шеика Маре (Сибињ)
Шеика Маре (рум. Şeica Mare) општина је у Румунији у округу Сибињ.
Oпштина се налази на надморској висини од 438 m.